# Celleporaria capensis
Celleporaria capensis är en mossdjursart som först beskrevs av Charles Henry O'Donoghue och de Watteville 1935.  Celleporaria capensis ingår i släktet Celleporaria och familjen Lepraliellidae. Inga underarter finns listade i Catalogue of Life.